# Соколов, Анатолий Александрович
Анатолий Александрович Соколов (1891—1971) — русский художник-эмигрант.

## Происхождение
Анатолий Александрович Соколов родился в 1891 в Петродворце, в семье придворного, отвечающего за охоту царя. Родители Анатолия, Александр Николаевич и Александра Евстафьевна , как и  другие придворные, жили в Знаменке. Мать будущего художника, урождённая Ольшанская,  дочь генерала,  имела 12 братьев, которые все служили в армии. Военная карьера была семейной традицией, которую поддерживали поколениями. Отец Анатолия также был военнослужащим. Между тем он не видел ничего плохого в том, что его сын, начиная с пятилетнего возраста, никогда не расставался с мелками, красками и бумагой. Более того, проявленная ребёнком  склонность к рисованию нашла  поддержку родителей. Один из братьев Анатолия Александровича был опытным музыкантом, который играл на многих инструментах и пел.

## Ранние годы
Анатолий успешно закончил элитарный Николаевский кадетский корпус и поступает в Тверское кавалерийское училище. Но всё же он продолжает заниматься рисованием. Позже, когда Анатолий Александрович Соколов стал известным художником, зрители всегда поражались мастерству, с которым он выписывал батальные сцены. С началом I мировой войны Анатолий Александрович поступает в Гатчинскую авиационную школу, в том числе оканчивает обязательные теоретические авиационные курсы при Петроградском политехническом институте, где общается с представителями  российской авиационной элиты — И. И. Сикорским , Сергеевским и братьями Северскими. В 1915 году Соколов становится лётчиком-инструктором в той же школе.

## Революция и жизнь в Советском Союзе
Большевистская революция застала Соколова в Финляндии. В Выборге Анатолий узнал о убийстве отца. Александр Соколов, который всю свою жизнь служил царю, был застрелен в своём доме в Петергофе. Братья художника, чиновники в царской армии, последовали своему служебному долгу. Один был убит в начале гражданской войны, а другой - пропал без вести. Анатолий оставил авиашколу, чтобы возвратиться к матери и сестре. В это трудное время живопись стала единственным способом выдержать свалившиеся на него испытания. Однако молодому художнику улыбнулась удача: он поступил и окончил Академию Художеств, во время учёбы в которой Соколов подружился с К. С. Петровым-Водкиным. Учителями Анатолия были Дмитрий Кардовский и Борис Кустодиев. Его любимым наставником был Александр Савинов — опытный живописец и график, квалифицированный учитель. Ранние выставки Соколова встретили широкое признание, его картины того периода выделяются динамизмом, эмоциональной глубиной, ярким реализмом и глубокой духовностью.
К 1926 жизнь, казалось, возвратилась в нормальное русло, Анатолий Соколов женился на Александре Ивановне Матюхиной. Вскоре у них родился сын Игорь. Счастливый период, однако,  длился недолго. В 1932 Анатолий был арестован. Сын и брат царских чиновников, он провёл девять месяцев в одиночном заключении, ожидая решения суда. Осуждённый к десяти годам работ в лагерях Соколов  и в заключении продолжал рисовать. Он был лишён общения со своей семьёй  в течение пяти лет. В 1937 Анатолий Александрович был освобождён досрочно, хотя и без права жить в его родном городе Ленинграде. Ему дали 12 часов, чтобы упаковать вещи и уехать. Следуя совету друга, Соколов переехал в Симферополь, где смог продолжить свою творческую деятельность, позволившую его семье освоиться на новом месте. Местные власти покровительствовали художнику. На Всекрымской выставке 1937 года в Симферополе многие из его картин, включая «Взятие Перекопа», «Ходоки на приёме у Ленина», и «Праздник урожая в колхозе», были хорошо приняты критиками. Даже в отсутствие официального признания, Соколов занимал высокое положение среди своих коллег  в художественных кругах.
В 1938 Анатолий Александрович Соколов был избран в руководство Союзом художников Крыма (будучи одним из его основателей). Начало Второй мировой войны застало Соколова и его семью в Симферополе. И ещё раз судьба нанесла сокрушительный удар: во время воздушного налёта здание, где хранились все картины Соколова, было уничтожено. Ни одной картины не сохранилось. Бомбёжки продолжались по всей территории Крыма, и в 1942 году, боясь за свою семью и опасаясь высылки его сына на принудительные работы в Германию, Анатолий решил бежать в нейтральную страну. Замаскировавшись под раненого румынского солдата, скрывая маленького Игоря, в сопровождении жены, одетой в униформу медсестры, Анатолию Александровичу удалось пересечь границу СССР с Румынией. Семь месяцев спустя семья оказалась в Швейцарии.

## Эмиграция в Европу
В Швейцарии он нашёл мир, бедность и неуверенность в завтрашнем дне. Однако живопись помогла Анатолию Соколову вернуть свою жизнь в нормальное русло ещё раз . Чем дальше Соколов оказывался от матушки России, тем более сильным было её влияние на его работы. Несмотря на бесконечный поиск места, где можно жить и работать, в этот период художник задумал большую картину, посвящённую Фельдмаршалу Александру Суворову. Соколов посетил все места в Швейцарии, связанные с великим полководцем, копался в исторических источниках, выполнил сотни эскизов темперой и акварелью прежде, чем написать это полотно. Художник  больше трёх лет работал над картиной «Захват Суворовым турецкой крепость Измаил».  Соколов был успешен не только в батальной, но и в портретной живописи. В Лихтенштейне, куда его семья вскоре переехала, художник написал портреты принцессы Лихтенштейна Георгины и других видных лиц. Он выставлялся на многих выставках в Европе - в Тироле, Инсбруке, Фельдкирхене. Такие работы как «Последние шаги по родной земле», «Пересечение» и «Вильгельм Телль» были чрезвычайно хорошо восприняты критиками. Анатолий Соколов был награждён за написание этих работ.
Однако послевоенная Европа не могла гарантировать безопасность для художника и его семьи. Под давлением советских властей любой русский, уехавший из Советского Союза во время войны, мог быть , с согласия европейских правительств, выдан советским властям, что фактически означало арест и  высылку в Сибирь — наказание, которому подверглись десятки тысяч советских военнопленных, казаков, и солдат армии Власова, воевавших на стороне Германии.

## Аргентина
В 1950 году, Соколов эмигрировал в Аргентину — первую страну, которая открыла свои двери для послевоенных российских беженцев. Не зная языка, не имея знакомых, в новой чужой стране, Анатолий Александрович, вместе с женой и сыном, черпал поддержку и вдохновение в своей творческой работе. Глубоко тоскуя по дому, именно во время этого периода художник написал выдающиеся российские пейзажи. Далее живописец нашёл убежище в прошлом Аргентины. Он начал серьёзно изучать историю и литературу этой страны. Скоро, вдохновлённый героической сагой, Соколов предпринял новый проект, названный «Генерал-освободитель Хосе де Сан-Мартин пересекает Анды», и посвятил её генералу Хосе де Сан-Мартин (1778—1850), национальному герою Аргентины, одному из руководителей Войны за независимость испанских колоний в Латинской Америке.
Его статус эмигранта не позволял участвовать в выставке, посвящённой 100-летию со дня смерти Сан-Мартина. Однако, картина «Генерал-освободитель Хосе де Сан-Мартин пересекает Анды» была выставлена и на основании её художественных достоинств и точных исторических деталей была не только принята как законное участие в выставке, но и была награждена золотой медалью. Позже, эта работа была куплена Музеем Генерала Хосе де Сан-Мартина, а в 1953 Национальный Конгресс Аргентины купил картину Соколова «Генерал-освободитель Хосе де Сан-Мартин» для его главной палаты. Картины Анатолия Соколова были показаны в различных городах Аргентины, Чили, Боливии,Парагвая. Главным образом, картины Аргентинского цикла пронизаны драматическими сюжетами из истории страны. Однако, он также писал каждодневные сцены, наполненные местными цветами и юмором. Художник провёл больше года на севере страны, изучая образ жизни и привычки аргентинских ковбоев — гаучо.
Таким образом, на его третьей попытке начать новую жизнь Анатолий Соколов наконец стал известным. На сей раз судьба была добра — возможно, пожелав дать компенсацию за все страдания художника: Его имя начало появляться в прессе — сначала в Латинской Америке, потом в Соединённых Штатах. Однажды Анатолий Александрович нашёл в своём почтовом ящике письмо из Калифорнии. Это было письмо от его давно потерянного брата, о котором сообщили, что он пропал без вести во время гражданской войны. На самом деле, он отступал в восточном направлении вместе с Белой Армией, пересёк всю Россию, достиг Китая и в конце концов попал в Сан-Франциско.

## Соединённые Штаты Америки
В 1962 году Анатолий Соколов переехал в Соединённые Штаты, и вскоре к нему присоединились его жена Александра и его сын Игорь. Казалось, всё закончилось благополучно, семья была наконец воссоединена. Но переехав в Калифорнию, Анатолий пережил очень сложную операцию на сердце, которая уничтожила все его сбережения. Но его огромная энергия и талант не позволили Соколову сдаться. В течение последних десяти лет его жизни в Соединённых Штатах (он скончался в 1971), художник написал 19 монументальных картин. Все они рождены благодаря его долгим дням в библиотеках, где он изучил историю своей новой родины.
Особенный интерес представляют картины периода «Лексингтон» (маленький городок в Массачусетсе, где произошла первая перестрелка между американскими колонистами и британскими постоянными войсками,19 апреля 1775), «Зимний март Генерала Джорджа Вашингтона» (эпизод 1777 г., отмеченный чрезвычайными затруднениями для Континентальной Армии), «Эмиссары лорда Корнуэльса в Штабе Джорджа Вашингтона» (19 октября 1781, британская Армия, возглавляемая генералом Корнуоллисом, сдалась Генералу Джорджу Вашингтону).
Умер Анатолий Александрович Соколов в мае 1971 года в Сан-Франциско (Калифорния,США), так и не завершив задуманный им цикл из 12 картин, которые должны были показать историю образования независимых американских Штатов.
Работы Соколова находятся в музеях и частных коллекциях Германии, Румынии, Австрии, в Rivadavias Gallery и Музее Генерала Хосе де Сан-Мартина в Буэнос-Айресе (Аргентина), в галереях Jamison и Maxwell в США.